# Coryphaenoides castaneus
Coryphaenoides castaneus es una especie de pez de la familia Macrouridae en el orden de los Gadiformes.

## Morfología
• Los machos pueden llegar alcanzar los 74 cm de longitud total y las hembras 42.

## Hábitat
Es un pez de aguas profundas que vive hasta 1.760 m de profundidad.

## Distribución geográfica
Se encuentra al este dl Océano Índico.